# Yale Laundry
Yale Laundry è un cortometraggio muto del 1907. Il nome del regista non viene riportato nei credit del film.

## Produzione
Il film fu prodotto dall'American Mutoscope & Biograph.

## Distribuzione
Distribuito dall'American Mutoscope & Biograph, il film - un cortometraggio in una bobina - uscì nelle sale cinematografiche USA il 28 ottobre 1907.